# لسلی کرخوف
لسلی کرخوف (انگلیسی: Lesley Kerkhove؛ زادهٔ ۴ نوامبر ۱۹۹۱) یک تنیس‌باز اهل هلند است.